# Tubulicium ramonense
Tubulicium ramonense är en svampart som beskrevs av Kisim.-Hor., Oberw. & L.D. Gómez 1998. Tubulicium ramonense ingår i släktet Tubulicium och familjen Hydnodontaceae.   Inga underarter finns listade i Catalogue of Life.